# Ipomoea cardiophylla
Ipomoea cardiophylla es una especie fanerógama de la familia Convolvulaceae.

## Clasificación y descripción de la especie
Planta herbácea, trepadora, voluble, anual; tallo ramificado, sin pelos; hojas ovadas a anchamente ovada, de (3)4 a 8 cm de largo por 2.5 a 5.5(8) cm de ancho, ápice acuminado, 2 inflorescencias con muchas flores; sépalos de 5 a 8 mm de largo, margen blanco-escarioso, glabros; corola con forma de embudo (infundibuliforme) a subcampanulada, de 2.5 a 3.5 cm de largo, azul celeste o a veces algo violácea, tubo blanquecino a verdoso-amarillento en el exterior, amarillento en la garganta; el fruto es una cápsula ovoideo-cónica; con 4 semillas de forma elipsoides u obovadotriangulares, de 4 a 6 mm de largo, con pequeñas escamitas.

## Distribución de la especie
Esta especie se encuentra desde el suroeste de Estados Unidos (Arizona y Texas) al sur de México, en los estados de Chihuahua, Coahuila, Guanajuato, Querétaro, Michoacán y Oaxaca.

## Ambiente terrestre
Se desarrolla en un rango que va de los 1200 a los 1850 m s.n.m. Florece de septiembre a noviembre.

## Estado de conservación
No se encuentra bajo ningún estatus de protección.